# Matteo Berrettini
Matteo Berrettini (Róma, 1996. április 12. –) olasz hivatásos teniszező.  

## Egyéni sikerei
Eddigi karrierje során három egyéni ATP-tornát nyert meg. Legnagyobb egyéni sikerei a 2019-es budapesti és stuttgarti ATP 250-es torna megnyerése. Jelenleg egyénileg a világranglista 7. helyén áll.
2021-ben Matteo Berrettini játszotta a Wimbledon-ban rendezett Grand Slam-torna döntőjét, Novak Đoković ellen.